# Ардзинба, Заур Джотович
Заур Джотович А́рдзинба (8 мая 1950, Дурипш, Гудаутский район, Абхазская АССР — 15 апреля 2015, Эшера, Абхазия) — генеральный директор государственной компании «Абхазское морское пароходство», кандидат в президенты Республики Абхазия на выборах 2009 года.

## Биография
Родился 8 мая 1950 года в селе Дурипш Гудаутского района Абхазской АССР. Состоял в отдалённом родстве с первым президентом Абхазии Владиславом Ардзинбой.
В 1967 году поступил во Владимирский политехнический институт, где обучался по специальности «инженер». В начале 1970-х стал руководителем цеха на вологодском заводе «Россельмаш».
С 1973 по 1974 годы проходил службу в Советской армии. С 1974 по 1978 годы трудился в Сухумской автоколонне № 2654. В течение двух лет работал начальником Гудаутской станции автотехобслуживания, позднее, вплоть до 1992 года — руководителем Сухумской станции. В этот период Заур Ардзинба оказывал активное содействие абхазскому национально-освободительному движению.
С начала Отечественной войны народа Абхазии (1992—1993) Заур Ардзинба вступил в ряды абхазских Вооружённых Сил. Войну прошёл в качестве заместителя командира батальона, а позже начальника штаба артиллерии Гумистинского фронта. За мужество, проявленное при защите Абхазии, награждён орденом Леона. По окончании войны Ардзинба участвовал в становлении артиллерийских частей Вооружённых Сил Абхазии.
С 1994 года работал генеральным директором государственной компании «Абхазское морское пароходство».
На Президентских выборах 2009 года был выдвинут кандидатом на пост президента Республики Абхазия. В его поддержку выступила инициативная группа оппозиционного движения ветеранов Отечественной войны 1992—1993 годов «Аруаа» («Воины»). При обсуждении возможных кандидатов в президенты РА движение раскололось — часть поддержала Рауля Хаджимба, часть — поддержала и выдвинула Заура Ардзинба
Заур Ардзинба был одним из самых состоятельных людей в стране. При этом он сторонился публичности — в республике многие даже не знали, как он выглядит.
15 апреля 2015 года скоропостижно скончался от сердечного приступа на 65-м году жизни в своём доме в селе Эшера Сухумского района, где проживал последние годы. Похоронен на родовом кладбище рядом с отцовским домом в селе Дурипш Гудаутского района.

## Семья
- Жена — Светлана Юрьевна Никитина
- Имел троих дочерей, сына и девять внуков[2].